# U + Ur Hand
«U + Ur Hand» es el tercer sencillo del álbum I'm Not Dead de la cantante estadounidense Pink, que fue lanzado el 31 de octubre de 2006 en Estados Unidos.
Después Who Knew, Pink necesitaba un mayor hit. Al principio, el video no figuraba en el Billboard Hot 100 chart. Sin embargo, dos meses después de su lanzamiento, debutó en el Bubbling Under Hot 100 chart. En enero del 2007, sorpresivamente, "U + UR Hand" finalmente debutó en los Hot 100 Chart en la posición #94, ascendiendo a la #9 una semana después. U + Ur Hand fue comparada con la canción de la cantante Megan McCauley Tap That también lanzada en 2006 e igualmente coescrita y producida por Dr. Luke, finalmente fue la segunda la que quedó como copia de la anterior.

## Video
P!nk filmó los videos de “U + Ur Hand” y “Stupid Girls” al mismo tiempo, pero decidió lanzar el último como su primer sencillo.
Sin embargo, el video de U + UR Hand se ha demostrado popular en los éxitos de MTV. El vídeo alcanzó #1 en el TRL solamente 6 días después de su estreno. El personaje que interpreta en el video tiene el nombre de Lady Delish. En el video se ve el liberalismo y feminismo propio de la cantante.

## Trayectoria en los conteos
| Conteo (2006)                           | Mejor posición |
| --------------------------------------- | -------------- |
| Australian ARIA Singles Chart           | 5              |
| Austrian Singles Chart                  | 3              |
| Belgian Singles Chart                   | 20             |
| Brazilian Singles Chart                 | 23             |
| Canadian BDS Airplay Chart              | 20             |
| Czech Singles Chart                     | 1              |
| Polish Singles Chart                    | 20             |
| Danish Singles Charts                   | 4              |
| Dutch Top 40                            | 31             |
| European Singles Chart                  | 7              |
| France Singles Chart                    | 11             |
| Finnish Singles Chart                   | 14             |
| German Singles Chart                    | 4              |
| Greek Singles Chart                     | 19             |
| Hungarian Singles Chart[cita requerida] | 2              |

| Conteo (2006)                    | Mejor posición |
| -------------------------------- | -------------- |
| Irish Singles Chart              | 13             |
| New Zealand Singles Chart        | 10             |
| Romanian Singles Chart           | 3              |
| Russian Singles Chart            | 7              |
| Swedish Singles Chart            | 5              |
| Swiss Singles Chart              | 5              |
| UK Singles Chart                 | 10             |
| U.S. ARC Weekly Top 40           | 7              |
| U.S. Billboard Hot 100           | 9              |
| U.S. Billboard Pop 100           | 11             |
| U.S. Billboard Adult Top 40      | 16             |
| U.S. Billboard Top 40 Mainstream | 9              |
| U.S. Billboard Hot Dance Airplay | 1              |